# Самоа на летних Олимпийских играх 1988
Самоа принимала участие в Летних Олимпийских играх 1988 года в Сеуле (Республика Корея) во второй раз за свою историю, но не завоевала ни одной медали. Страну представляли 11 спортсменов, принимавших участие в соревнованиях по боксу, вольной борьбе, лёгкой и тяжёлой атлетике.

## Бокс
Спортсменов — 7
| Спортсмен           | Категория | 1/32 финала           | 1/16 финала              | 1/8 финала           | Четвертьфинал        | Полуфинал            | Финал                |
| Спортсмен           | Категория | Соперник и результат  | Соперник и результат     | Соперник и результат | Соперник и результат | Соперник и результат | Соперник и результат |
| ------------------- | --------- | --------------------- | ------------------------ | -------------------- | -------------------- | -------------------- | -------------------- |
| Тиуи Фаамаоне       | 54 кг     | Мумуни Сюли Пор RSC   | Не прошёл                | Не прошёл            | Не прошёл            | Не прошёл            | Не прошёл            |
| Улайполота Тауатама | 57 кг     | Эванс Маленга Поб 5:0 | Томас Новак Пор отказ    | Не прошёл            | Не прошёл            | Не прошёл            | Не прошёл            |
| Аваавау Аваавау     | 63,5 кг   | Халмд Рахилу Пор RSC  | Не прошёл                | Не прошёл            | Не прошёл            | Не прошёл            | Не прошёл            |
| Асомуа Наеа         | 67 кг     | -                     | Умберто Аранда Пор RSC   | Не прошёл            | Не прошёл            | Не прошёл            | Не прошёл            |
| Ликоу Алиу          | 71 кг     | -                     | Виченцо Нардьелло Пор КО | Не прошёл            | Не прошёл            | Не прошёл            | Не прошёл            |
| Вильяму Лесива      | 75 кг     | -                     | Дарко Дукич Пор RSC      | Не прошёл            | Не прошёл            | Не прошёл            | Не прошёл            |
| Пуа Ульберг         | 81 кг     |                       | Андреа Маги Пор 0:5      | Не прошёл            | Не прошёл            | Не прошёл            | Не прошёл            |

## Борьба
Спортсменов — 2
Вольный стиль
| Спортсмен   | Категория | 1 раунд                | 2 раунд                | 3 раунд              | 4 раунд              | 5 раунд              | 6 раунд              | 7 раунд              | Финалы               |
| Спортсмен   | Категория | Соперник и результат   | Соперник и результат   | Соперник и результат | Соперник и результат | Соперник и результат | Соперник и результат | Соперник и результат | Соперник и результат |
| ----------- | --------- | ---------------------- | ---------------------- | -------------------- | -------------------- | -------------------- | -------------------- | -------------------- | -------------------- |
| Уати Иутага | 74 кг     | Адаму Дамбалли Пор 0:4 | Пекка Раухала Пор 0:4  | Не прошёл            | Не прошёл            | Не прошёл            | Не прошёл            | Не прошёл            | Не прошёл            |
| Фред Солови | 100 кг    | Лери Хабелов Пор 0:4   | Флориано Списс Пор 1:3 | Не прошёл            | Не прошёл            | Не прошёл            | Не прошёл            | Не прошёл            | Не прошёл            |

## Лёгкая атлетика
Спортсменов — 1
Мужчины
| Спортсмен  | Вид           | Квалификация | Квалификация | Финал     | Финал     |
| Спортсмен  | Вид           | Результат    | Место        | Результат | Место     |
| ---------- | ------------- | ------------ | ------------ | --------- | --------- |
| Генри Смит | Метание диска | 49,40        | 25           | Не прошёл | Не прошёл |

## Тяжёлая атлетика
Спортсменов — 1
| Спортсмен     | Категория | Масса | Рывок | Рывок | Рывок | Толчок | Толчок | Толчок | Всего | Место |
| Спортсмен     | Категория | Масса | 1     | 2     | 3     | 1      | 2      | 3      | Всего | Место |
| ------------- | --------- | ----- | ----- | ----- | ----- | ------ | ------ | ------ | ----- | ----- |
| Тавеуни Офиса | 67,5 кг   | 67,20 | 100   | 107.5 | 112.5 | 142.5  | 142.5  | 142.5  | 250   | 18    |